# Tidiane Sane
Tidiane Sane (født 10. juli 1985) er en professionel, senegalesisk fodboldspiller. Han spiller på midtbanen.
Fra 2006 til 2012 spillede han i den danske klub Randers FC. I januar 2013 skiftede han til den tyrkiske klub  Elazığspor på en fri transfer. her spillede han indtil 2015, hvor han rykkede tilbage til Danmark og til Hobro IK